# Aethiothemis basilewskyi
Aethiothemis basilewskyi – gatunek ważki z rodziny ważkowatych (Libellulidae). Występuje w Afryce Subsaharyjskiej; stwierdzony w Demokratycznej Republice Konga, Gabonie, Kongu i Zambii.